# Alte deutsche Synagoge (Warschau)
Die Alte deutsche Synagoge war die Synagoge der deutschsprachigen Warschauer Juden und die erste Synagoge in Warschau, in der die Gottesdienste in Deutsch statt in Hebräisch stattfanden.

## Geschichte
In der Zeit des Herzogtums Warschau unter Napoleon erblühte die jüdische Gemeinde in Warschau, insbesondere durch die Ansiedlung deutscher Juden. Maskilim bzw. Vertreter der Haskala, angeführt von Isaak Flatau, bildeten ihre eigene Synagoge, die sogenannte Deutsche Synagoge, die 1802 in der Daniłowiczowska-Straße errichtet und 1849 durch eine Neue deutsche Synagoge ersetzt wurde.